# Adrian Buchan
Adrian Buchan (Central Coast, 21 de setembro de 1982) é um surfista profissional australiano que está na ASP World Tour.

## Carreira
Adrian Buchan começou na ASP World Tour em 2006, e em 2008 terminou em terceiro lugar.

## Títulos
| Vitórias na ASP World Tour |                        |                         |                    |
| Ano                        | Evento                 | Local/Praia             | País               |
| 2008                       | Quiksilver Pro France  | Soorts-Hossegor, Landes | França             |
| 2013                       | Billabong Pro Teahupoo | Teahupoo, Taiti         | Polinésia Francesa |